# Namaacha (Distrikt)
Namaacha ist ein Distrikt der Provinz Maputo in Mosambik mit Sitz in der namensgebenden Kleinstadt Namaacha. Der Distrikt grenzt im Norden an den Distrikt Moamba, im Westen an das Königreich Eswatini sowie an die südafrikanische Provinz Mpumalanga, im Süden an den Distrikt Matutuíne und im Osten an den Distrikt Boane. Der Ort Namaacha liegt etwa 70 Kilometer von der Hauptstadt Maputo entfernt.

## Bevölkerung
Der Distrikt Namaacha ist 2.144 Quadratkilometer groß und hatte 2007 eine Einwohnerzahl von 41.954 Menschen, was einer Bevölkerungsdichte von 19,6 Einwohnern pro Quadratkilometern entspricht. Im Vergleich zur Bevölkerungszählung 1997 – damals lebten im Distrikt Namaacha 31.441 Menschen – ist die Zahl um 33,4 Prozent gestiegen. Die Bevölkerung ist im Durchschnitt sehr jung, etwa 40 Prozent aller Einwohner sind unter 15 Jahren, sowie mehrheitlich ländlich geprägt; etwa 28 Prozent wohnen in urbanisierten Umgebungen.

## Einrichtungen und Dienstleistungen
Im Distrikt Namaacha befinden sich 77 Schulen, davon sind 41 Grundschulen (escola do ensino primário). Des Weiteren gibt es 13 Gesundheitsstützpunkte für die Versorgung der Bevölkerung.
Im Ort Namaacha selbst befindet sich eine Filiale der staatliche Correios de Moçambique. Des Weiteren unterhält eine mosambikanische Bank, die ehemals staatliche Millennium bim, eine Filiale im Distrikt, ebenfalls direkt in Namaacha.

## Verwaltungsgliederung
Der Distrikt Namaacha ist in zwei Verwaltungsposten (postos administrativos) gegliedert: 
- Namaacha mit den umliegenden Ortschaften Chimuchuanine, Impaputo, Mafuiane und Matsequenha
- Changalane mit den umliegenden Ortschaften Goba Estação, Mahelane und Michangulene

Die Stadt Namaacha ist seit 2008 ein Munizip (município), damit sind vor allem mehr Selbstverwaltungsrechte verbunden. Zudem hat die lokale Bevölkerung seitdem das Recht den Bürgermeister des Distrikts selbst zu wählen. Bei den Kommunalwahlen 2008 und 2013 wurde Jorge Tinga (FRELIMO) zum Bürgermeister gewählt.

## Verkehr
Der Distrikt Naamacha wird durch die Fernstraße EN2 durchquert, sie verbindet den Ballungsraum Maputo mit dem Königreich Eswatini. Auch durchquert die Eisenbahnstrecke Linha de Goba (Maputo–Eswatini) das Distriktsgebiet.